# جائزة نجاتي صدقي
جائزة نجاتي صدقي للقصة القصيرة هي مسابقةٌ أدبيّة سنويّة تُنظِّمها وزارة الثقافة الفلسطينية منذ عام ق. 2010، وتحمل اسم القاصّ والمترجم والمناضل الفلسطيني نجاتي صدقي (1905–1979) تكريمًا لإسهاماته في ترسيخ الواقعيّة بالسرد العربي.

## الخلفيّة والأهداف
تسعى الجائزة إلى:
- تشجيع الكُتّاب الشباب (دون 30 عامًا) على كتابة القصة القصيرة؛
- إحياء هذا الجنس الأدبي بعد تراجعه لصالح الرواية؛
- نشر النصوص الفائزة في كتابٍ مشترك وإدماج أصحابها في المشهد الثقافي.[2]

## شروط المشاركة
- ألّا يتجاوز عمر المتقدّم 30 سنة.
- تقديم قصةٍ قصيرة واحدة غير منشورة سابقًا.
- تُرسل الأعمال إلكترونيًّا إلى العنوان المخصّص في موعدٍ يحدَّد بالإعلان السنوي.[3]

## آليّة التحكيم
تُشكَّل لجنةٌ من ثلاثة نقّاد وأدباء تختارها الوزارة في كلّ دورة، وتُقيّم النصوص وفق معايير اللغة والبناء السردي والأصالة. تُمنح ثلاث جوائز ماليّة، ويُطبع كتاب يضمّ القصص الفائزة.

## دورات بارزة والفائزون
| السنة (الدورة)              | المركز الأوّل                                   | المركز الثاني                                                    | المركز الثالث                    | المصدر |
| --------------------------- | ---------------------------------------------- | ---------------------------------------------------------------- | -------------------------------- | --- |
| 2015 (السادسة)              | «العصافير لم تخلع أثوابها بعد» – نسب أديب حسين | «مفتاح الماضي» – آلاء سلهب & «الطريق الوعر» – منار برهم (مناصفة) | «عائدة» – تهاني سوالمة           | "نتائج جائزة نجاتي صدقي للقصة القصيرة لدورة 2015". مفوضيّة العلاقات الوطنية – حركة فتح. 15 أبريل 2015. اطلع عليه بتاريخ 2025-05-16.                                                               |
| 2021 (أُعلنت 2022 – التاسعة) | «شجرة الجسد» – كامل محمد ياسين                 | «الولد الذي أراد أن يصبح شاعرًا» – هناء أسامة أحمد                | «رمادي ملوّن» – سمية عصام وادي    | "نتائج جائزة نجاتي صدقي للقصة القصيرة لعام 2021". وكالة الأنباء والمعلومات الفلسطينية (وفا). 23 فبراير 2022. اطلع عليه بتاريخ 2025-05-16.                                                        |
| 2022 (الثامنة)              | «اغتراب في برلين» – غدير بركات                 | «إشارة حمراء» – حسن واصف شقير                                    | «الساعة السابعة» – دعاء الطويل   | "وزارة الثقافة تعلن الفائزين بجائزة نجاتي صدقي لدورة 2022". بوابة الأهرام. 21 فبراير 2023. مؤرشف من الأصل في 2023-01-08. اطلع عليه بتاريخ 2025-05-16.                                            |
| 2024 (العاشرة)              | «قصة الشواقل الخمسة» – مراد منير موسى بدر      | «أشباح غزة» – شيراز حسّان عنبوسي                                  | «الجاحظ» – دينا إبراهيم البدارين | "إعلان أسماء الفائزين بجائزة نجاتي صدقي للقصة القصيرة للدورة العاشرة 2024". وكالة الأنباء والمعلومات الفلسطينية (وفا). 8 ديسمبر 2024. مؤرشف من الأصل في 2025-01-14. اطلع عليه بتاريخ 2025-05-16. |

## مكانة الجائزة
باتت الجائزة واحدةً من أبرز مسابقات السرد القصير في فلسطين، إذ تستقطب عشرات المشاركات سنويًّا من الضفّة الغربيّة وقطاع غزّة والشتات، وتُعتبر منصّة انطلاقٍ لعددٍ من الأسماء التي حصدت لاحقًا جوائز عربيّة أُخرى.

## وصلات خارجية
- صفحة «أخبار الآداب» على موقع الوزارة (يضمّ إعلانات الدورات ونتائجها)
- الموقع الرسمي لوزارة الثقافة الفلسطينية